# エネルゴアトム
エネルゴアトム（ウクライナ語: НАЕК «Енергоатом»）は、ウクライナの国営原子力発電所を管理する企業。